# Бурхард фон Шраплау
Бурхард фон Шраплау (на немски: Burchard von Schraplau; * пр. 1345; † сл. 1391/† между 5 август 1392 и 28 юни 1393) от фамилията фон Кверфурт/Мансфелд е господар на Шраплау-Кверфурт (1358).
Той е големият син на Бурхард IX фон Ветин „Млади“ († сл. 1365) и съпругата му Гербург фон Бланкенбург († сл. 1322), дъщеря на граф Хайнрих III фон Бланкенбург/IV Млади'Млади' († 1330) и София фон Хонщайн († 1322). Внук е на Бурхард II/VI, наричан „Лапе“, господар на Шраплау († сл. 1303) и фон Лобдебург-Арншаугк, дъщеря на граф Ото IV фон Лобдебург-Арншаугк († 1289) и на фон Шварцбург-Бланкенбург († 1289), дъщеря на граф Гюнтер VII фон Шварцбург-Бланкенбург († сл. 1274). Правнук е на бургграф Бурхард VI фон Кверфурт († 1254/1258) и бургграфиня София фон Мансфелд († сл. 1233).
Братята му са Гебхард фон Шраплау-Алслебен († ок. 1410/1415), Протце фон Шраплау (* 1334; † 3 април 1395), домхер в Мерзебург и Магдебург (1357), архидякон (1368), електус (1385 – 1386), домпропств Магдебург (1393). Сестра му София фон Шраплау, господарка на Ветин († сл. 25 юли 1404) е омъжена за Лудвиг III фон Ванцлебен († ок. 1419).

## Фамилия
Бурхард фон Шраплау-Кверфурт се жени ок. 7 юли 1335 г. за графиня Ода фон Щолберг († ок. 1334), внучка на граф Бурхард V фон Мансфелд-Кверфурт († 1354/1358), дъщеря на граф Хайнрих IX „Стари“ фон Щолберг-Росла († 1334) и Агнес фон Мансфелд († 1334/1353). Тя е сестра на Хайнрих VI фон Щолберг, епископ на Мерзебург (1384 – 1393) и племенница на Албрехт фон Мансфелд, епископ на Халберщат (1346 – 1356). Те имат два сина:
- Хайнрих фон Шраплау-Кверфурт († пр. 3 април 1403), споменат в документи 1387 и 1400, женен пр. 5. август 1392 г. за София († сл. 3 яприл 1403)
- Гебхард фон Шраплау-Кверфурт, уркундлич 1397 унд 1400, († сл. 17 юни 1406), споменат в документи 1397 и 1400, женен на 25 септември 1399 г. за Мехтилд

Бурхард фон Шраплау-Кверфурт се жени втори път пр. 1335 г. или пр. 23 септември 1382 г. за принцеса Агнес фон Анхалт-Цербст († пр. 5 юли 1392), дъщеря на княз Йохан II фон Анхалт-Цербст († 1392) и Елизабет фон Хенеберг († 1420), дъщеря на граф Йохан I фон Хенеберг-Шлойзинген и Елизабет фон Лойхтенберг. Тя е внучка на княз Албрехт II фон Анхалт-Цербст, пфалцграф на Саксония, граф на Ландсберг, (1306 – 1362) и Беатрикс фон Саксония-Витенберг (1310 – 1345). Бракът е бездетен.